# 古賀電子
株式会社古賀電子（こがでんし、英文名称: kogadenshi Co. Ltd. ）は、神奈川県平塚市に本社を置く、日本のプリント基板実装メーカー。

## 概要
日本のプリント基板実装（アッセンブリ、ASSY）メーカー。電子機器の設計・開発メーカー。

## 沿革
- 昭和54年、神奈川県厚木市岡田1431-1にて古賀電子設立
- 昭和57年、神奈川県平塚市纒602-11に工場移転
- 昭和59年、工場新築により､神奈川県平塚市南原2-9-19に移転
- 昭和60年、株式会社に組織変更 資本金300万円
- 平成4年、資本金を1,000万円に増資
- 平成29年、神奈川県平塚市東真土2-5-3に移転